# Athliticos Omilos Agios Nikolaos
Il Athliticos Omilos Agios Nikolaos (in greco: Αθλητικός Όμιλος Αγίου Νικολάου Κρήτης), meglio nota come Agios Nikolaos, è una società calcistica greca con sede nella città cretese di Agios Nikolaos. Milita nella Football League 2.